# 68 aC

## Esdeveniments

### República Romana
- Quintus Marcius Rex i Luci Cecili Metel són cònsols
- 6 d'octubre - Luci Licini derrotar Tigranes II en la batalla d'Artaxata.
- Gai Antoni Hibrida, és elegit pretor.

## Naixements
- Princesa Arsinoe IV d'Egipte, filla de Ptolemeu XII Auletes i probablement de Cleòpatra V (també podria ser en el 68 aC).

## Necrològiques
- Antíoc d'Ascaló, filòsof grec.
- Cornèlia, dona de Juli Cèsar.
- Huo Guang.